# Romeo Crennel
Romeo Crennel, né le 18 juin 1947 à Lynchburg en Virginie, est un entraîneur de football américain en National Football League.

## Carrière professionnelle
Recruté par Bill Parcells chez les Giants de New York en 1981, il y passe une décennie, remportant deux Super Bowls en tant qu'entraîneur des équipes spéciales de la franchise.
Il suit ensuite Parcells dans son parcours aux Patriots de la Nouvelle-Angleterre puis aux Jets de New York. 
Après une première expérience comme coordinateur défensif des Browns de Cleveland en 2000, il retrouve son ami Bill Belichick chez les Patriots où il exerce la fonction de coordinateur défensif lors du triple sacre de la franchise sur quatre saisons entre 2001 et 2004. 
Ce succès lui permet de se voir offrir un lucratif contrat pour devenir l'entraîneur principal des Browns de Cleveland, ce qu'il accepte. Après deux premières saisons médiocres, il manque de peu la qualification pour la phase finale lors de la saison 2007. Cela lui permet cependant de signer une prolongation de contrat de deux ans. En décembre 2008, après une saison conclue par 4 victoires et 12 défaites, il est congédié par la franchise de Cleveland.
Il retrouve un poste de coordinateur défensif chez les Chiefs de Kansas City. Après le renvoi de Todd Haley, il est nommé entraîneur principal par intérim pour les trois dernières rencontres de la saison 2011. Il gagne deux de ces matchs, notamment celui contre les Packers de Green Bay. Ces victoires lui permettent de conserver ce poste pour la saison 2012. Après une saison catastrophique avec seulement deux victoires en seize rencontres, il est démis de ses fonctions. 
En janvier 2014, il devient le nouveau coordinateur défensif des Texans de Houston. Il est nommé assistant de l'entraîneur principal Bill O'Brien dès la saison 2017 et cumule les deux fonctions en 2018.
Le 5 octobre 2020, il devient l'entraîneur principal par intérim des Texans après le renvoi de O'Brien qui a perdu les 4 premiers matchs de la saison 2020. En janvier 2021, David Culley est nommé entraîneur principal des Texans, mais Crennel est conservé dans l'encadrement en tant que Senior advisor for football performance.

## Statistiques comme entraîneur
| Équipe                | Saison        | Saison régulière | Saison régulière | Saison régulière | Saison régulière | Saison régulière | Phase éliminatoire | Phase éliminatoire | Phase éliminatoire | Phase éliminatoire |
| Équipe                | Saison        | G                | P                | N                | % victoires      | Classement       | G                  | P                  | % victoires        | Résultat           |
| --------------------- | ------------- | ---------------- | ---------------- | ---------------- | ---------------- | ---------------- | ------------------ | ------------------ | ------------------ | ------------------ |
| Browns de Cleveland   | 2005          | 6                | 10               | 0                | 37,5             | 3e AFC Nord      | -                  | -                  | -                  | -                  |
| Browns de Cleveland   | 2006          | 4                | 12               | 0                | 25               | 4e AFC Nord      | -                  | -                  | -                  | -                  |
| Browns de Cleveland   | 2007          | 10               | 6                | 0                | 62,5             | 2e AFC Nord      | -                  | -                  | -                  | -                  |
| Browns de Cleveland   | 2008          | 4                | 12               | 0                | 25               | 4e AFC Nord      | -                  | -                  | -                  | -                  |
| Totaux Browns         | Totaux Browns | 24               | 40               | 0                | 37,5             |                  | -                  | -                  | -                  | -                  |
| Chiefs de Kansas City | 2011          | 2                | 1                | 0                | 66,7             | 4e AFC Ouest     | -                  | -                  | -                  | -                  |
| Chiefs de Kansas City | 2012          | 2                | 14               | 0                | 12,5             | 4e AFC Ouest     | -                  | -                  | -                  | -                  |
| Totaux Chiefs         | Totaux Chiefs | 4                | 15               | 0                | 21,1             |                  | -                  | -                  | -                  | -                  |
| Texans de Houston     | 2020          | 4                | 8                | 0                | 33,3             | 3e AFC Sud       | -                  | -                  | -                  | -                  |
| Totaux                | Totaux        | 32               | 63               | 0                | 33,7             |                  | -                  | -                  | -                  |                    |

## Vie privée
Crennel prend une pause carrière lors de la saison 2009 pour pouvoir récupérer d'une opération chirurgicale au niveau de sa hanche.
Le matin du 1er décembre 2012, au Arrowhead Stadium, il tente en vain par le dialogue d'éviter le suicide du joueur des Chiefs, Jovan Belcher,.